# Margot Adler

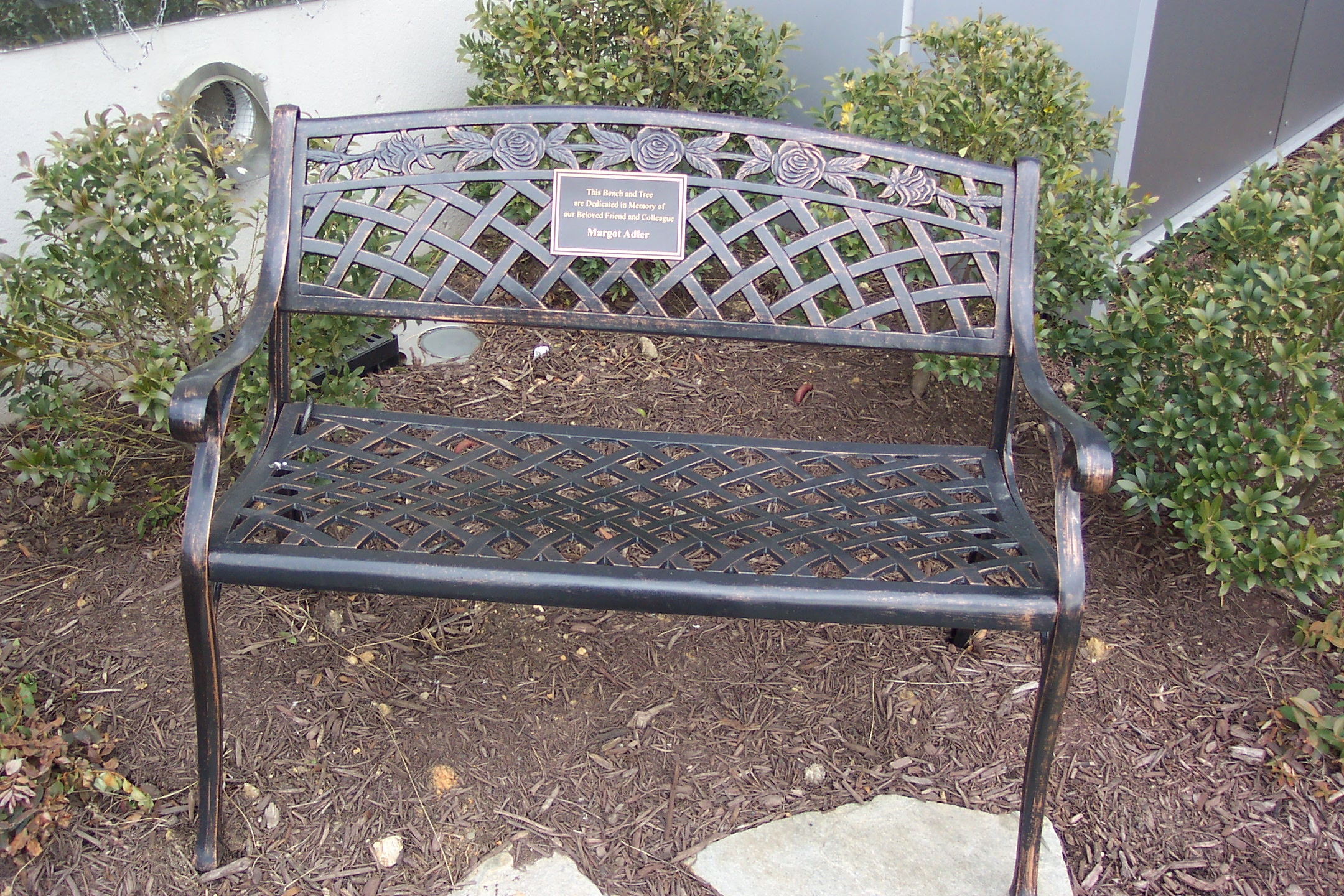
Ławka pamiątkowa poświęcona Margot Adler w siedzibie NPR w Waszyngtonie

Margot Adler (ur. 16 kwietnia 1946 w Little Rock, zm. 28 lipca 2014 w Nowym Jorku) – amerykańska pisarka, dziennikarka radiowa, kapłanka i wykładowczyni wikkańska.

## Życiorys
Urodzona w Little Rock, w stanie Arkansas, Adler dorastała głównie w Nowym Jorku. Jej dziadek, Alfred Adler, jest uważany za ojca psychologii indywidualnej.
Na początku 2011 roku zdiagnozowano u niej raka trzonu macicy. Zmarła 3,5 roku później, osieracając 23-letniego syna, Alexa Dylana Gliedmana-Adlera.

## Edukacja
Adler uzyskała tytuł licencjata nauk politycznych Uniwersytetu Kalifornijskiego w Berkeley oraz magistra dziennikarstwa Uniwersytetu Columbia w Nowym Jorku w 1970.

## Dziennikarstwo
Adler rozpoczęła pracę jako dziennikarka radia WBAI, FM 99.5, placówki Radia Pacifica w Nowym Jorku. Stworzyła talk show Hour of the Wolf w 1972 (nadal na antenie, choć prowadzony przez Jima Freunda), a później Unstuck in Time.
Adler dołączyła do radia publicznego National Public Radio (NPR) w 1979 roku jako reporter do spraw ogólnych i od tamtego czasu zajmowała się sprawami tak różnorodnymi, jak kara śmierci, prawo do eutanazji, wojna w Kosowie, gry komputerowe, narkotyki i kultura geeków. Od zamachów 11 września 2001 skupiła się na wyjaśnianiu roli czynnika ludzkiego w Nowym Jorku. Prowadziła talk show Justice Talking.

## Neopogaństwo
Adler jest autorką Drawing Down the Moon. Książka ta jest uważana w amerykańskich kręgach neopogańskich za kamień milowy, jako pierwsze w USA kompetentne dzieło rzucające światło na religie bazujące na naturze.